# Hélène Cuvigny
Hélène Cuvigny, directrice de recherche au CNRS, est une  papyrologue française, spécialiste du désert oriental égyptien à l'époque romaine.

## Biographie
Dans le cadre d'un projet de recherche de l'Institut français d'archéologie orientale au Caire, elle s'est vu confier, en 1994, l'exploration du réseau de garnisons romaines jalonnant les pistes reliant Qift (ancienne Coptos), sur le Nil, aux ports de Qusayr al-Qadîm (Myos Hormos) et de Bérénice sur la mer Rouge.
Elle est responsable du programme de recherche « Ostraca du désert oriental » au sein de l’Institut de Papyrologie de la Sorbonne.
En 1995, elle est nommée membre du conseil scientifique de l'Institut français d'archéologie orientale du Caire. Elle a fait partie de la « commission chargée d'examiner les candidatures aux places de membre de l'Institut français d'archéologie orientale du Caire » entre 1997 et 2000.

## Publications (choix)

### Ouvrages
- Ostraca de Krokodilô I. La correspondance militaire et sa circulation, Le Caire, Institut français d'archéologie orientale, 2005, 283 p. (ISBN 2-724-70370-7)
- (en) La route de Myos Hormos : l'armée romaine dans le désert oriental d'Egypte. Praesidia du désert de Bérenice I, Le Caire, Institut français d'archéologie orientale, 2003, 688 p. (ISBN 2-724-70340-5, présentation en ligne)
- Mons Claudianus : ostraca Graeca et Latina III. Les reçus pour avances à la "familia". O. Claud. 417 à 631, Le Caire, Institut français d'archéologie orientale, 2000, 323 p. (ISBN 2-724-70274-3)
- Papyrus Graux II. P. Graux 9 à 29, Genève, Droz, 1995, 92 p. (ISBN 978-2-600-00041-3, lire en ligne)Publication de vingt-et-un papyrus d'Égypte, datant du Ier au IVe siècle, provenant de la collection léguée par Ch. Graux à l'École pratique des Hautes études

### Articles
- « Une prétendue taxe sur les autels : le phoros bômôn », Bulletin de l'Institut français d'archéologie orientale (BIFAO), no 86,‎ 1986, p. 107-133
- « Le paneion d’Al-Buwayb revisité », Bulletin de l'Institut français d'archéologie orientale (BIFAO), no 100,‎ 2000, p. 243-266

### Chapitres d'ouvrages collectifs
- « Coptos, plaque tournante du commerce érythréen, et les routes transdésertiques », dans Marc Gabolde, Jean-Luc Fournet et al. (Dir.), Coptos. L’Égypte antique aux portes du désert [Catalogue de l’exposition 3 février-7 mai 2000, Lyon, Musée des Beaux-Arts], Paris, Réunion des Musées nationaux, 2000 (ISBN 978-2-711-83797-7), p. 158-175
- « Procurator Montis », dans Rudolf De Smet, Henri Melaerts, Cecilia Saerens, Papyri in honorem Johannis Bingen octogenarii (P. Bingen), Louvain, Peeters Publishers, 2000, 672 p. (ISBN 9-042-90867-X), p. 415-418
- « Claudius Lucilianus, préfet d'aile et de Bérénice », dans Traianos Gagos & RogerS. Bagnali (Eds.), Essays and texts in honor of J. David Thomas, Oakville, Conn., The American Society of Papyrologists, 2001, xxii, 287 (ISBN 0-970-05913-2), p. 171-174